# Culto funerario

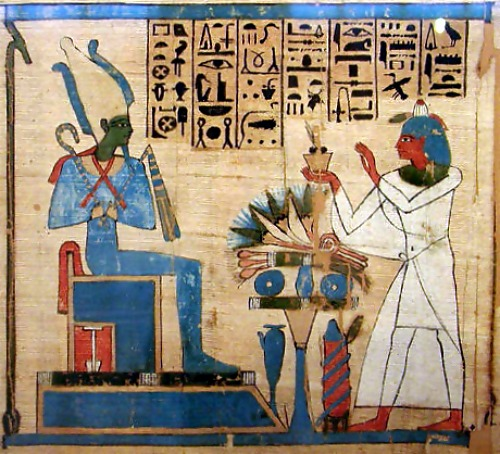
Osiris, representado como una momia, recibe ofrendas en nombre de los muertos en esta ilustración en papiro del Libro de los Muertos.

Un culto funerario es un conjunto de enseñanzas y prácticas religiosas centradas en la veneración de los muertos, en el que se cree que los vivos pueden conferir beneficios a los muertos en el más allá o apaciguar a sus fantasmas, que de otro modo estarían coléricos. Los rituales se llevaban a cabo en beneficio de los muertos, ya sea por sus familiares o por una clase de sacerdotes designados y pagados para realizar los ritos. Estos rituales tenían lugar en las tumbas de los propios muertos o en los templos mortuorios designados para este fin. Los cultos funerarios se encuentran en una amplia variedad de culturas.

## Cultos notables

### Egipto
Los cultos funerarios están especialmente asociados con el antiguo Egipto, donde era común que la realeza, los asociados con la realeza, los gatos y los ricos fueran momificados. Esta práctica se hizo para preservar sus cuerpos para el viaje al más allá. La deidad Osiris, que era el dios que moría y resucitaba y el Señor de la otra vida egipcia, generalmente se representaba como una momia en el arte egipcio. También en Bubastis, donde se adoraba a Bast, había un enorme cementerio de gatos. También se pensaba que los gatos viajaban al más allá, generalmente para unirse a sus dueños. Estos necesitaban sus propios bienes materiales para este viaje, como la comida.

### Imperio Romano
El Imperio Romano también tenía un culto funerario, que giraba en torno a Dionisio. El cual, (además de ser señor del vino y de las fiestas) había renacido muchas veces y había rescatado a su madre Sémele del Inframundo (el más allá romano, gobernado por el Hades). Cada dios romano tenía su propia camarilla de devotos, y se pensaba que Dionisio podía proteger a sus iniciados de la muerte. También era uno de los dioses asociados con las plantas (las uvas en particular) y la cosecha. Ocasionalmente, se lo representaba junto con otros dioses (representantes del renacimiento o plantas de algún tipo) para indicar que los muertos también participaban en el rejuvenecimiento de las estaciones.

### Mesopotamia
En Sumeria, Asiria y Babilonia, los cultos funerarios se llamaban kispu. Este culto funerario giraba principalmente en torno al cuidado de los familiares fallecidos, con un miembro de la familia específico asignado para cuidar de un fantasma específico. Los fantasmas recibían alimentos y otros bienes, sin embargo, la provisión de agua limpia fue de particular importancia. Se suponía que tanto los hombres como las mujeres fallecidas recibirían esta atención. Sin este cuidado, los muertos tenían el potencial de convertirse en una fuerza sobrenatural maliciosa. Con este cuidado, la familia muerta continúa participando en la vida de la familia viva. Además, la práctica de reciclar los nombres de los difuntos permitió la continuidad familiar. En Asiria, esto lo hacía cualquier pariente consanguíneo. Una variación babilónica de este culto trata la veneración de los muertos como una extensión de la veneración por los padres. Las descendientes eran las encargadas de este cuidado. La académica Miranda Bayliss había declarado que la función de este culto era aliviar la culpa y otras tensiones por la muerte del difunto y formar solidaridad y continuidad dentro de la familia. Por lo general, solo los parientes cercanos recibían este cuidado. Cuando se veneraba a los ancestros más allá de los abuelos del individuo, se hacía en grandes reuniones de grupos de parientes extendidos. Esto también funcionó para promover la solidaridad dentro del grupo de parentesco más grande.

### Grecia
El antiguo culto heroico griego también era un culto funerario; en el sentido original, un héroe era un antepasado deificado o semidivino, adorado en un santuario por su poder para ayudar a los vivos. La antigua religión griega tenía tres aspectos principales: los dioses, los héroes y los muertos. Los muertos son impotentes y los Dioses todopoderosos, mientras que los héroes están muertos (viven solo en la leyenda y la memoria) y son poderosos. Los héroes ocupan un espacio liminal entre los dioses y los mortales. Los mortales sacrificaron ganado y plantas en las tumbas de los héroes para intervenir y comunicarse con los dioses en su nombre.

### Península italiana
Los samnitas y etruscos de la península italiana pintaron las deidades del inframundo Aita, Vanth, Phersipnei y Letham en las paredes de las tumbas.